# Львівська єпархія УПЦ (МП)
Львівська єпархія (також Львівська і Галицька єпархія) — єпархія УПЦ московського патріархату на території Львівської області з центром у Львові. Очолюється митрополитом Львівським і Галицьким Філаретом (Кучеровим). Станом на 30 листопада 2024 року не мала в підпорядкуванні жодної релігійної громади, які би підпорядковувался цій єпархії.
Особливістю єпархії є те, що в деяких парафіях богослужіння звершуються за так званим галицьким обрядом, церквнослов'янською мовою з українською вимовою (київським ізводом), а також застосовується практика непоминання патріарха московського за богослужінням[джерело?].

## Історія
Єпархія вважає себе спадкоємицею давньої Галицько-Львівської православної єпархії, заснованої в 12 столітті, яка в певний період була окремою митрополією Константинопольського патріархату, а у 1700 році прийняла унію, але цьому не має підтвердження, крім як тверджень самої єпархії.
У 1787 році австро-угорський імператор Йосип II визнав львівську православну громаду і дав їй право мати церкву, збудовану у 1901 році. Храм підпорядковувався спочатку Буковинській митрополії (самоврядній церкві), а з 1930 року — Польській православній церкві.
Після окупації Галичини СРСР після Другої світової війни в межах Українського екзархату Російської православної церкви була утворена так звана Львівська єпархія. Після псевдособору у Львові в березні 1946 Українська Греко-Католицька Церква була ліквідована на території СРСР. Значну частину її майна передано Російській Православній Церкві, а вірних і духовенство насильно змушували зрікатися своєї Церкви. З легалізацією УГКЦ в 1989 році, насильно приєднані до РПЦ греко-католицькі священики повернулися до Української греко-католицької церкви.
У жовтні 1990 року Український екзархат було перетворено на УПЦ МП, самоврядну з правами широкої автономії. Львівська єпархія стала її складовою.
Відновлена УГКЦ справедливо прагнула повернути майно, що колись забрали на користь різних православних церков. Греко-католикам було повернуто багато храмів на чолі з кафедральним Собором святого Юра (новою катедрою стала Покровська церква).
У зв'язку з напруженою ситуацією, єдиним виходом з ситуації вбачалося проголошення автокефалії української церкви. Тому наприкінці 1990 року керівники трьох галицьких єпархій єпископи Івано-Франківський Феодосій (Дикун), Тернопільський Лазар (Швець) та Львівський Андрій (Горак) звернулися до митрополита Київського і всієї України Філарета з пропозицією просити в РПЦ автокефалію. Після того, як Архієрейський собор Російської православної церкви навесні 1992 року за умову надання автокефалії поставив зречення Філарета з посади митрополита Київського, єпископ Львівський і Дрогобицький Андрій з більшістю вірних підтримав його, увійшовши до УПЦ КП.
14 липня 1992 року синод тієї частини УПЦ, що залишилася в складі Московського патріархату, звільнив Андрія (Горака) з посади керівника Львівської єпархії і позбавив архієрейського сану. Тимчасовим керівником єпархії було призначено єпископа Тернопільського і Кременецького Сергія (Генсіцького).
Рішенням синоду від 16 вересня 1992 року єпископом Львівським і Дрогобицьким призначений протоієрей Адам Маркевич, клірик Житомирської єпархії. 20 вересня над ним була звершена хіротонія.
У цей час єпархія нараховувала близько 15 парафій, її було знято з державної реєстрації, не було кафедрального собору та єпархіального управління, які перейшли до УПЦ КП. Після приїзду єпископа Августина до Львова під його резиденцію було перелаштовано плебанію церкви святого Георгія, яка стала виконувати функції кафедрального собору. Невдовзі було відновлено реєстрацію єпархії.
У 1990-х роках в єпархії відбулася серія конфліктів з УГКЦ, УАПЦ та УПЦ КП за право служіння в храмах.. Згодом ситуація стабілізувалася. Дещо виросло число парафій: у 1998 році їх було близько 50, у 2008 — 62, однак це не показник справжньої кількості вірян
У 1998 році титул правлячих архієреїв із «Львівський і Дрогобицький» змінено на «Львівський і Галицький».
У 1998, 2001, 2008 та 2009 роках єпархію відвідував настоятель Української православної церкви Московського патріархату митрополит Київський і всієї України Володимир (Сабодан).
Через зайнятість архієпископа Августина роботою в синодальних установах 27 січня 2007 року синод УПЦ МП створив Дрогобицьку вікарну кафедру, призначивши на неї архімандрита Києво-Печерської лаври Гліба (Диню). 29 березня того ж року рішення було скасоване через стан здоров'я архімандрита. 23 грудня 2010 року на цю кафедру було призначено клірика Київської єпархії архімандрита Філарета (Кучерова), хіротонія якого відбулася 2 січня 2011 року. У 2012 році Філарета призначено керівником єпархії.

## Устрій
Львівська єпархія ділиться на 13 благочинь: Бродівське, Дрогобицьке, Жовківське, Мостиське, Пустомитівське, Радехівське, Самбірське, Сокальське, Старосамбірське, Стрийське, Турківське, Центральне та Яворівське.
Єпархіальне управління -
При єпархіальному управлінні діють Львівські богословські курси; засновані у 1997 році, як Вищі богословські курси, перетворені рішенням Священного Синоду УПЦ МП від 18 квітня 2008 року на Львівські богословські курси.
Видаються єпархіальна газета «Світло Православ'я», молодіжна газета «Церква і молодь», газета для ув'язнених «Помилуй і спаси» та дитячий журнал «Божа нивка». Діє Духовно-просвітницький центр на честь святих праведних Богоотців Йоакима і Анни та шість братств:
- Братство в ім'я святих апостолів Петра і Павла
- Молодіжне братство в честь Почаївської чудотворної ікони Божої Матері
- Сестринство в ім'я великомучениці Варвари
- Православне військове братство святого великомученика Димитрія Солунського
- Медичне братство святого великомученика Пантелеймона
- Єпархіальне братство тверезості «Метанойя»[13]

Станом на 1 липня 2022 рік в єпархії діяли 32 парафії. Духовенство становило 38 священників та 8 дияконів.

### Монастирі та парафії
В єпархії є один монастир:
- Преображенський жіночий монастир. Створений 17 квітня 2003 року згідно з рішенням Синоду УПЦ МП. Спочатку розміщувався у селі Сопошин Жовківського району, однак взимку 2004 року перебрався на територію Церкви святого Георгія у Львові. Восени 2006 року монастир отримав у тимчасове користування приміщення у Львові по вул. Дороша, 6/1. Настоятелька — ігуменя Гавриїла (Далецька) упокоїлася 9 листопада 2021 року[15].

## Правлячі архієреї
- Андрій Горак, єпископ Львівський і Дрогобицький (18 квітня 1990 — 14 липня 1992)
- Сергій Генсицький, тимчасовий керівник, єпископ Тернопільський і Кременецький (14 липня — 20 вересня 1992)
- Августин Маркевич, архієпископ Львівський і Галицький, до 5 листопада 1998 єпископ Львівський і Дрогобицький (20 вересня 1992 — 20 липня 2012)
- Філарет Кучеров, єпископ Львівський і Галицький (з 20 липня 2012)

### Вікарні архієреї
- Філарет Кучеров, єпископ Дрогобицький (2 січня 2011 — 20 липня 2012)
- Іаков (Галандзовський), єпископ Дрогобицький (з 23 листопада 2022)